# Specie di Austrochilidae
Di seguito sono descritte tutte le 9 specie della famiglia di ragni Austrochilidae note al gennaio 2016.

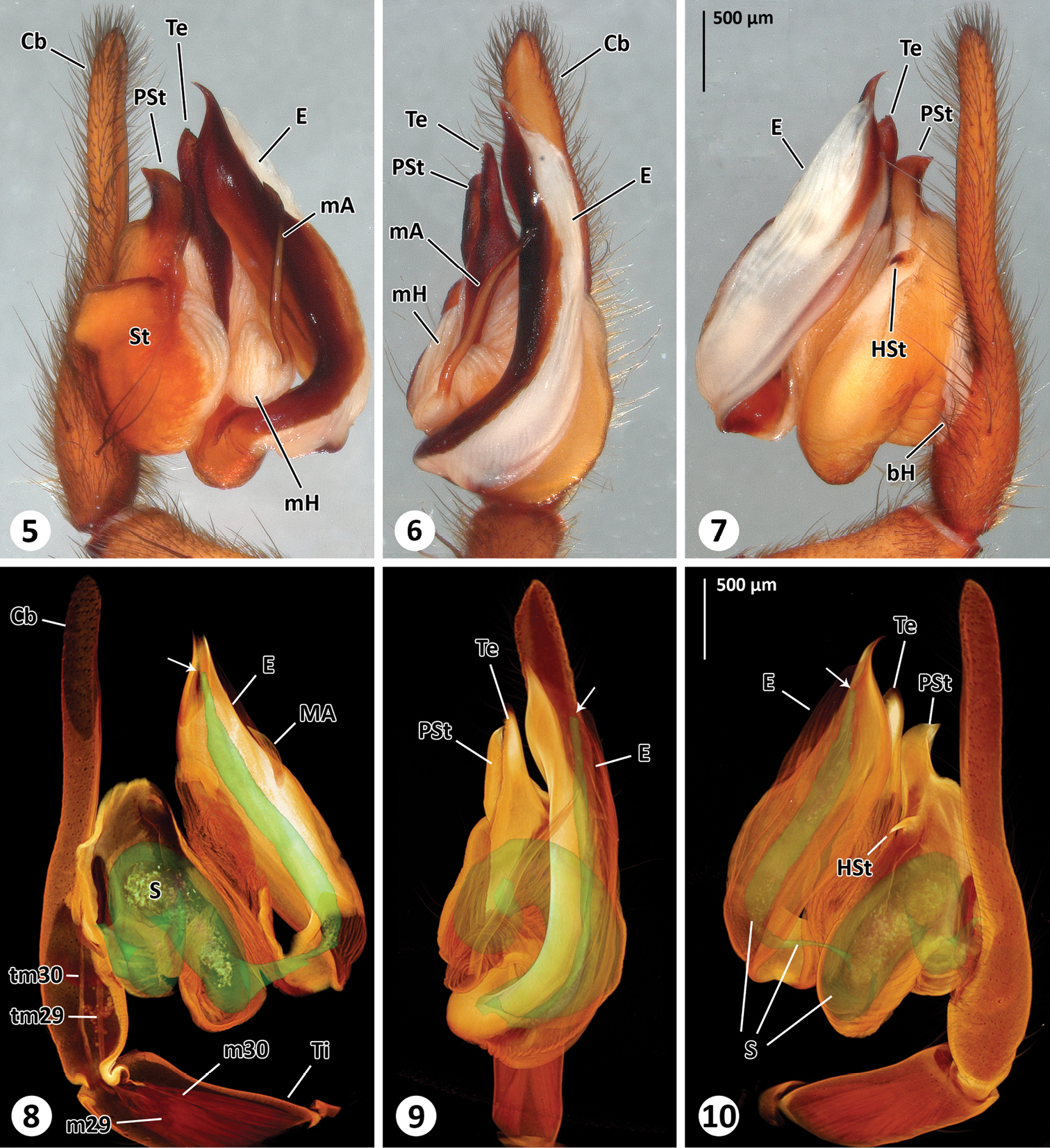
Thaida chepu, maschio, complessa morfologia del pedipalpo

## Austrochilus
Austrochilus Gertsch & Zapfe, 1955
- Austrochilus forsteri Grismado, Lopardo & Platnick, 2003 — Cile
- Austrochilus franckei Platnick, 1987 — Cile, Argentina
- Austrochilus manni Gertsch & Zapfe, 1955 — Cile
- Austrochilus melon Platnick, 1987 — Cile
- Austrochilus newtoni Platnick, 1987 — Cile
- Austrochilus schlingeri Platnick, 1987 — Cile

## Hickmania
Hickmania Gertsch, 1958
- Hickmania troglodytes (Higgins & Petterd, 1883) — Tasmania

## Thaida
Thaida Karsch, 1880
- Thaida chepu Platnick, 1987 — Cile
- Thaida peculiaris Karsch, 1880 — Cile, Argentina